# Romina Ressia
Romina Ressia est une artiste et photographe argentine née le 11 mars 1981 à Azul.
Son travail, récompensé de multiples fois, est marqué par une forte influence de la photographie de mode, de l'art baroque latin et de l’art européen, notamment celui des Flandres au XVIIIe siècle. Il se caractérise par un emploi particulier de la lumière et l'insertion d'objets anachroniques.

## Biographie et carrière
Romina Ressia, née le 11 mars 1981 à Azul, part à 19 ans à la capitale, Buenos Aires, pour suivre des études d'économie, qu'elle abandonne au profit de la photographie et des arts de la scène (passage au Teatro Colón).
Elle est d'abord photographe de mode, puis des beaux-arts. Elle est représentée par des galeries au Royaume-Uni, à New York, en Suisse ou en Italie.
L'International Color Awards la considère comme la meilleure photographe de 2017,.

## L'art de Romina Ressia
L’artiste est connue pour utiliser le concept d’anachronisme dans ses œuvres (portrait Renaissance et objet contemporain).
Le processus de création de Romina Ressia ressemble fortement à celui d’un peintre de la Renaissance du Nord. Elle joue sur la lumière que renvoient les matières, sur les clairs-obscurs pour mettre le visage ou les mains en avant. Ces techniques de lumière mettant en avant des éléments importants de la personne portraiturée sont, quant à eux, typiques de l’art baroque en Amérique Latine, particulièrement dans l’élaboration des portraits religieux et de martyres. On remarque en ce sens, un profond attachement à l’art européen, sans en oublier l’art de son propre continent. Elle lie de ce fait, par une ré-interprétation artistique des deux mondes, art passé, art du présent, art européen classique et art baroque latin, l’histoire des deux continents et ces anachronismes établissent un lien avec les contextes sociaux passés et ceux d’aujourd’hui.

## Galeries qui la représentent
- Arusha Gallery - Royaume-Uni
- Laurent Marthaler Contemporary - Suisse
- HOFA Gallery - London et Mykonos
- Samuel Marthaler Gallery - Belgique http://www.rominaressiaph.com/2860619 : Site officiel